# یوسف آک‌چیچک
یوسف آک‌چیچک (انگلیسی: Yusuf Akçiçek؛ زادهٔ ۲۵ ژانویهٔ ۲۰۰۶) بازیکن فوتبال اهل ترکیه است.
از باشگاه‌هایی که در آن بازی کرده است می‌توان به باشگاه فوتبال فنرباغچه اشاره کرد.
وی همچنین در تیم‌های ملی فوتبال زیر ۱۷ سال ترکیه، زیر ۱۹ سال ترکیه، و ترکیه بازی کرده است.